# Nuova Taipei
La città di Nuova Taipei (新北市S, Xīnběi ShìP, Hsin¹-pei³ Shih⁴W) è la città più popolosa di Taiwan. L'area comprende una cospicua striscia della costa settentrionale di Taiwan e circonda il Bacino di Taipei, sede della capitale di Taiwan, Taipei. Nuova Taipei confina con la Contea di Yilan a est, con Keelung a nord e con la Contea di Taoyuan a sud.
Nuova Taipei era stata amministrata come Contea di Taipei (cinese tradizionale: 臺北縣 o 台北縣) della Provincia di Taiwan fino alla sua riorganizzazione come municipalità controllata direttamente il 25 dicembre 2010. Inizialmente la forma romanizzata ufficiale del nome della città era Città di Xinbei. Il nuovo sindaco Eric Chu richiese invece il nome Città di Nuova Taipei come trascrizione ufficiale in alfabeto latino. Il Ministero dell'interno (MOI) approvò la richiesta il 31 dicembre.

## Società

### Evoluzione demografica
Oltre l'80% dei residenti di Nuova Taipei vive nei 10 distretti che erano in precedenza città controllate dalla Contea (Banqiao, Luzhou, Sanchong, Shulin, Tucheng, Xizhi, Xindian, Xinzhuang, Yonghe e Zhonghe) e che rappresentano un sesto dell'area. Il 28,8% dei residenti si è trasferito nell'area di Nuova Taipei dalla Città di Taipei.

## Governo e infrastruttura

### Amministrazione municipale

Una mappa della densità di popolazione di Nuova Taipei.

Nuova Taipei controlla 29 distretti (區). Le entità suburbane consistono di 1.017 villaggi (里), che a loro volta sono suddivisi in 21.683 quartieri (鄰) (giugno 2008).
| Nome      | Hanzi  | Hanyu Pinyin | Pe̍h-ōe-jī                   | Popolazione | Area (km2) |
| --------- | ------ | ------------ | --------------------------- | ----------- | ---------- |
| Bali      | 八里區 | Bālǐ Qū      | Pat-lí Khu                  | 34.590      | 39,4933    |
| Banqiao   | 板橋區 | Bǎnqiáo Qū   | Pang-kiô Khu                | 554.697     | 23,1373    |
| Gongliao  | 貢寮區 | Gòngliáo Qū  | Kòng-liâu Khu               | 13.775      | 99,9734    |
| Jinshan   | 金山區 | Jīnshān Qū   | Kim-san Khu                 | 22.360      | 49,2132    |
| Linkou    | 林口區 | Línkǒu Qū    | Nâ-khàu Khu                 | 82.532      | 54,1519    |
| Luzhou    | 蘆洲區 | Lúzhōu Qū    | Lô͘-chiu Khu                 | 197,795     | 8.321      |
| Pinglin   | 坪林區 | Pínglín Qū   | Pêⁿ-nâ Khu                  | 6.540       | 170,8350   |
| Pingxi    | 平溪區 | Píngxī Qū    | Pêng-khe Khu                | 5.375       | 71,3382    |
| Ruifang   | 瑞芳區 | Ruìfāng Qū   | Sūi-hong Khu                | 42.604      | 70,7336    |
| Sanchong  | 三重區 | Sānchóng Qū  | Sam-tiông Khu (Saⁿ-tēng-po͘) | 390.037     | 16,3170    |
| Sanxia    | 三峽區 | Sānxiá Qū    | Sam-kiap Khu                | 103.046     | 191,4508   |
| Sanzhi    | 三芝區 | Sānzhī Qū    | Sam-chi Khu                 | 23.284      | 65,9909    |
| Shenkeng  | 深坑區 | Shēnkēng Qū  | Chhim-kheⁿ Khu              | 23.248      | 20,5787    |
| Shiding   | 石碇區 | Shídìng Qū   | Chio̍h-tēng Khu              | 7.963       | 144,3498   |
| Shimen    | 石門區 | Shímén Qū    | Chio̍h-mn̂g Khu               | 12.492      | 51,2645    |
| Shuangxi  | 雙溪區 | Shuāngxī Qū  | Siang-khe Khu               | 9.755       | 146,2484   |
| Shulin    | 樹林區 | Shùlín Qū    | Chhiū-nâ Khu                | 175,598     | 33.1288    |
| Taishan   | 泰山區 | Tàishān Qū   | Thài-san Khu                | 76.435      | 19,1603    |
| Tamsui    | 淡水區 | Dànshuǐ Qū   | Tām-chuí Khu                | 143.439     | 70,6565    |
| Tucheng   | 土城區 | Tǔchéng Qū   | Thô͘-siâⁿ Khu                | 238.601     | 29,5578    |
| Wanli     | 萬里區 | Wànlǐ Qū     | Bān-lí Khu                  | 21.892      | 63,3766    |
| Wugu      | 五股區 | Wǔgǔ Qū      | Gō͘-kó͘ Khu                   | 79.751      | 34,8632    |
| Wulai     | 烏來區 | Wūlái Qū     | U-lai Khu                   | 5.787       | 321,1306   |
| Xindian   | 新店區 | Xīndiàn Qū   | Sin-tiàm Khu                | 295.673     | 120,2255   |
| Xinzhuang | 新莊區 | Xīnzhuāng Qū | Sin-chng Khu                | 402.221     | 19,7383    |
| Xizhi     | 汐止區 | Xìzhǐ Qū     | Se̍k-chí Khu                 | 189.166     | 71,2354    |
| Yingge    | 鶯歌區 | Yīnggē Qū    | Eng-ko Khu                  | 86.677      | 21,1248    |
| Yonghe    | 永和區 | Yǒnghé Qū    | Éng-hô Khu                  | 234.762     | 5,7138     |
| Zhonghe   | 中和區 | Zhōnghé Qū   | Tiong-hô Khu                | 414.488     | 20,1440    |

### Governo nazionale
Il Distretto di Xindian a Nuova Taipei ospita la sede dell'Aviation Safety Council, l'ente per la sicurezza dei voli di Taiwan.

## Infrastrutture e trasporti
L'area è servita dalla Ferrovia ad alta velocità di Taiwan attraverso la Stazione di Banqiao.
La Linea Yilan dell'Amministrazione delle Ferrovie di Taiwan corre attraverso Gongliao, Shuangxi e Ruifang. La Western Line corre attraverso Xizhi, Banqiao, Shulin e Yingge. La Linea Pingxi collega Pingxi a Ruifang.
La metropolitana di Taipei serve l'area attraverso la Linea Tamsui a Tamsui, la Linea Zhonghe a Yonghe e Zhonghe, la Linea Luzhou a Sanchong e Luzhou, la Xindian Line a Xindian e la Linea Bannan da Banqiao fino all'esterno.
Il traffico aereo dell'area è servito dall'Aeroporto Internazionale di Taipei Taoyuan nella vicina Contea di Taoyuan e dall'Aeroporto di Songshan a Taipei.

## Attrazioni turistiche
Nuova Taipei vanta un'ampia gamma di attrazioni storiche, naturali e culturali. Tra le attrazioni storiche sono da ricordare Forte Santo Domingo, i resti della dinastia Qing a Tamsui e le vecchie città minerarie di Jiufen, Jinguashi e Jingtong a est. Il tempio più famoso è il Tempio di Zushi a Sanxia. Sanxia contiene anche la storica Via di Minquan. Ci sono numerosi interessanti musei, come il Museo della Ceramica di Yingge, il Museo delle Religioni del mondo di Yonghe, il Museo di Archeologia Shisanhang di Bali, il Museo del Tè di Pinglin e il Museo Ju Ming di Jinshan.
Le attrazioni naturali comprendono le cascate di Wulai e di Shifen, le sorgenti termali di Wulai, le formazioni geologiche dei camini delle fate presso la costa marina di Yehliu, e le escursioni a Guanyinshan, Wulai, Pingxi e lungo la costa nord-orientale. Tra le spiagge più popolari si annoverano Fulong e Baishawan.
Tra i luoghi di interesse turistico si segnalano poi i grandi mercati notturni della zona: quello di Xingnan (興南夜市) a Zhonghe, quello di Nanya (南雅夜市) a Banqiao e quello di Xinzhuang (新莊夜市) nella località omonima.